# 후루마역
후루마역(일본어: 古間駅)은 일본 나가노현 가미미노치군 시나노정에는 시나노 철도 기타시나노 선의 철도역이다.

## 승강장
단선 승강장 1면 1선의 구조를 지닌 지상역이다.

## 이용 현황
| 연도     | 이용 현황 |
| 2010년도 | 128       |
| -------- | --------- |

## 역 주변
- 후루마 우체국

## 역사
- 1913년 10월 1일: 후루마 신호장(古間信号所)으로 영업 개시.
- 1928년 12월 23일: 철도역으로 승격.
- 1987년 4월 1일: 민영화에 따라 동일본 여객철도의 소속이 된다.
- 2001년 12월: 역사 개축
- 2015년
  - 3월 12일: 역사무원 배치를 해제.
  - 3월 14일 호쿠리쿠 신칸센의 연장 개통에 따라, 시나노 철도로 이관.

## 인접 정차역
| 시나노 철도 ■ 기타시나노 선 | 시나노 철도 ■ 기타시나노 선 | 시나노 철도 ■ 기타시나노 선 |
| --------------------------- | --------------------------- | --------------------------- |
| 무레 나가노 방면            |                             | 구로히메 묘코코겐 방면      |